# Turniej o Brązowy Kask 1985
Turniej o Brązowy Kask 1985 – zawody żużlowe, organizowane przez Polski Związek Motorowy dla zawodników do 19. roku życia. W sezonie 1985 zwycięzców wyłoniono na podstawie wyników dwóch turniejów finałowych.

## Wyniki

### Pierwszy finał
- 12 września 1985 r. (niedziela), Gorzów Wielkopolski

| Msc. | Zawodnik                | Klub                  | Pkt |             |  |
| ---- | ----------------------- | --------------------- | --- | ----------- |  |
| 1    | Zbigniew Błażejczak     | Falubaz Zielona Góra  | 14  | (2,3,3,3,3) |  |
| 2    | Piotr Glücklich         | Polonia Bydgoszcz     | 14  | (3,2,3,3,3) |  |
| 3    | Ryszard Dołomisiewicz   | Polonia Bydgoszcz     | 12  | (3,3,1,2,3) |  |
| 4    | Sławomir Dudek          | Falubaz Zielona Góra  | 12  | (2,3,2,3,2) |  |
| 5    | Cezary Owiżyc           | Stal Gorzów Wlkp.     | 12  | (3,2,3,2,2) |  |
| 6    | Piotr Świst             | Stal Gorzów Wlkp.     | 10  | (3,3,3,w,1) |  |
| 7    | Sławomir Drabik         | Włókniarz Częstochowa | 7   | (w,1,2,2,2) |  |
| 8    | Andrzej Pietrzak        | Polonia Bydgoszcz     | 7   | (u,2,2,2,1) |  |
| 9    | Robert Mordal           | Falubaz Zielona Góra  | 6   | (1,1,0,3,1) |  |
| 10   | Mariusz Strzelecki      | Apator Toruń          | 6   | (2,2,1,1,d) |  |
| 11   | Marek Molka             | Falubaz Zielona Góra  | 5   | (u,1,1,1,2) |  |
| 12   | Marek Iwaniec           | Unia Tarnów           | 5   | (2,d,u,1,1) |  |
| 13   | Sławomir Gonciarz       | Sparta Wrocław        | 3   | (1,0,2,d,-) |  |
| 14   | Artur Pyka              | Kolejarz Opole        | 2   | (1,1,d,w,0) |  |
| 15   | Andrzej Puczyński       | Włókniarz Częstochowa | 0   | (u,u,0,d,d) |  |
| 16   | Dariusz Michalak        | Falubaz Zielona Góra  | 0   | (d,0,u,-,-) |  |
|      | rez. Jan Połubiński     | Falubaz Zielona Góra  | 3   | (0,3,0)     |  |
|      | rez. Wojciech Olszewski | Polonia Bydgoszcz     | ns  |             |  |

### Drugi finał
- 26 września 1985 r. (niedziela), Zielona Góra

| Msc. | Zawodnik              | Klub                  | Pkt |               |  |
| ---- | --------------------- | --------------------- | --- | ------------- |  |
| 1    | Zbigniew Błażejczak   | Falubaz Zielona Góra  | 15  | (3,3,3,3,3)   |  |
| 2    | Ryszard Dołomisiewicz | Polonia Bydgoszcz     | 13  | (2,2,3,3,3)   |  |
| 3    | Piotr Świst           | Stal Gorzów Wlkp.     | 12  | (3,3,1,3,2)   |  |
| 4    | Marek Molka           | Falubaz Zielona Góra  | 11  | (u,3,2,3,3)   |  |
| 5    | Cezary Owiżyc         | Stal Gorzów Wlkp.     | 10  | (2,2,2,2,2)   |  |
| 6    | Andrzej Pietrzak      | Polonia Bydgoszcz     | 9   | (1,3,2,1,2)   |  |
| 7    | Piotr Glücklich       | Polonia Bydgoszcz     | 8   | (w,0,3,2,3)   |  |
| 8    | Mariusz Strzelecki    | Apator Toruń          | 7   | (3,1,2,1,0)   |  |
| 9    | Sławomir Dudek        | Falubaz Zielona Góra  | 6   | (1,2,3,0,d)   |  |
| 10   | Artur Tanaś           | Unia Tarnów           | 5   | (3,1,0,0,1)   |  |
| 11   | Marek Iwaniec         | Unia Tarnów           | 5   | (2,0,1,2,0)   |  |
| 12   | Andrzej Puczyński     | Włókniarz Częstochowa | 5   | (2,1,0,1,1)   |  |
| 13   | Sławomir Gonciarz     | Sparta Wrocław        | 2   | (u,0,1,0,1)   |  |
| 14   | Artur Pyka            | Kolejarz Opole        | 1   | (1,d,-,-,-)   |  |
| 15   | Robert Mordal         | Falubaz Zielona Góra  | 1   | (u/-,1,-,-,-) |  |
| 16   | Sławomir Drabik       | Włókniarz Częstochowa | 0   | (0,0,u,-,-)   |  |
|      | rez. Józef Cebula     | Kolejarz Opole        | 4   | (d,2,1,1)     |  |
|      | rez. Jan Połubiński   | Falubaz Zielona Góra  | 5   | (d,1,2,2)     |  |
|      | rez. Dariusz Michalak | Falubaz Zielona Góra  | 0   | (d,d)         |  |

## Klasyfikacja końcowa
| Msc. | Zawodnik              | Klub                  | Pkt  |         |  |
| ---- | --------------------- | --------------------- | ---- | ------- |  |
| 1    | Zbigniew Błażejczak   | Falubaz Zielona Góra  | 29   | (14+15) |  |
| 2    | Ryszard Dołomisiewicz | Polonia Bydgoszcz     | 25   | (12+13) |  |
| 3    | Piotr Świst           | Stal Gorzów Wlkp.     | 22+3 | (10+12) |  |
| 4    | Piotr Glücklich       | Polonia Bydgoszcz     | 22+2 | (10+12) |  |
| 5    | Cezary Owiżyc         | Stal Gorzów Wlkp.     | 22+w | (12+10) |  |
| 6    | Sławomir Dudek        | Falubaz Zielona Góra  | 18   | (12+6)  |  |
| 7    | Marek Molka           | Falubaz Zielona Góra  | 16   | (5+11)  |  |
| 8    | Andrzej Pietrzak      | Polonia Bydgoszcz     | 16   | (7+9)   |  |
| 9    | Mariusz Strzelecki    | Apator Toruń          | 13   | (6+7)   |  |
| 10   | Marek Iwaniec         | Unia Tarnów           | 9    | (4+5)   |  |
| 11   | Robert Mordal         | Falubaz Zielona Góra  | 7    | (6+1)   |  |
| 12   | Sławomir Drabik       | Włókniarz Częstochowa | 7    | (7+0)   |  |
| 13   | Artur Tanaś           | Unia Tarnóww          | 5    | (–+5)   |  |
| 14   | Andrzej Puczyński     | Włókniarz Częstochowa | 5    | (0+5)   |  |
| 15   | Sławomir Gonciarz     | Sparta Wrocław        | 5    | (3+2)   |  |
| 16   | Artur Pyka            | Kolejarz Opole        | 3    | (2+1)   |  |
| 17   | Dariusz Michalak      | Falubaz Zielona Góra  | 0    | (0+0)   |  |
| p.k. | Jan Połubiński        | Falubaz Zielona Góra  | 8    | (3+5)   |  |
| p.k. | Józef Cebula          | Kolejarz Opole        | 4    | (–+4)   |  |
| p.k. | Wojciech Olszewski    | Polonia Bydgoszcz     | ns   | (ns+–)  |  |